# Les Chiens policiers
Pour plus de détails, voir Fiche technique et Distribution.
Les Chiens policiers est un film muet français réalisé par Lucien Nonguet, sorti en 1907.

## Fiche technique
- Titre original : Les Chiens policiers
- Titre anglophone (États-Unis) : Police Dogs
- Réalisation : Lucien Nonguet
- Scénario :
- Producteur :
- Société de production : Pathé Frères
- Société de distribution : Pathé Frères
- Pays d'origine :  France
- Langue : film muet avec les intertitres en français
- Métrage : 250 mètres
- Format : Noir et blanc + couleur — 35 mm — 1,33:1 — Muet
- Genre : Film dramatique
- Durée : 8 minutes 20
- Dates de sortie : 
  -  France : 1907
  -  États-Unis : 15 juin 1907